# Каменномостське
Каменномостське (рос. Каменномостское) — село у Зольському районі Кабардино-Балкарії Російської Федерації.
Орган місцевого самоврядування — сільське поселення Каменномостське. Населення становить 5788 осіб

## Історія
Згідно із законом від 27 лютого 2005 року органом місцевого самоврядування є сільське поселення Каменномостське.

## Населення
| 1979  | 2002  | 2010  | 2012  | 2013  | 2014  | 2015  |
| ----- | ----- | ----- | ----- | ----- | ----- | ----- |
| 5375  | ↗6132 | ↘5758 | ↗5765 | ↘5762 | →5762 | ↗5767 |
| 2016  | 2017  | 2018  | 2019  | 2020  |       |       |
| ↗5789 | ↘5781 | ↗5784 | ↘5767 | ↘5760 |       |       |